# Друмул-Карулуй
Друмул-Карулуй (рум. Drumul Carului) — село у повіті Брашов в Румунії. Входить до складу комуни Моєчу.
Село розташоване на відстані 131 км на північний захід від Бухареста, 31 км на південний захід від Брашова.

## Населення
За даними перепису населення 2002 року у селі проживала 131 особа, усі — румуни. Усі жителі села рідною мовою назвали румунську.